# Paola Mautino
Paola Mautino Ruiz (* 1. Juni 1990 in Lima) ist eine peruanische Leichtathletin, die sich auf den Weitsprung spezialisiert hat, aber auch im Sprint zahlreiche Erfolge erreichte.

## Sportliche Laufbahn
Erste internationale Erfahrungen sammelte Paola Mautino im Jahr 2006, als sie bei den Jugendsüdamerikameisterschaften in Caracas in 12,66 s den siebten Platz im 100-Meter-Lauf belegte, über 200 Meter mit 25,89 s im Vorlauf ausschied und sowohl mit der chilenischen 4-mal-100-Meter-Staffel sowie in der Sprintstaffel (1000 Meter) jeweils Rang fünf erreichte. Im Jahr darauf schied sie bei den Juniorensüdamerikameisterschaften in São Paulo mit 12,49 s in der Vorrunde über 100 Meter aus und wurde in 25,78 s Achte im 200-Meter-Lauf. Anschließend schied sie über beide Distanzen mit 12,96 s bzw. 26,18 s in der ersten Runde der Jugendweltmeisterschaften in Ostrava aus. 2008 belegte sie in 12,75 s den fünften Platz über 100 Meter bei den U23-Südamerikameisterschaften in Lima und auch über 200 Meter erreichte sie nach 26,29 s Platz fünf. Zudem gewann sie in 48,65 s die Silbermedaille in der 4-mal-100-Meter-Staffel hinter dem Team aus Brasilien. 2009 scheiterte sie mit 12,49 s in der ersten Runde über 100 Meter bei den Südamerikameisterschaften in Lima und belegte in 48,18 s den vierten Platz mit der Staffel. Anschließend belegte sie bei den Juniorensüdamerikameisterschaften in São Paulo in 12,23 s den sechsten Platz über 100 Meter und schied im 200-Meter-Lauf mit 25,93 s im Vorlauf aus. 2010 klassierte sie sich bei den U23-Südamerikameisterschaften, die im Zuge der Südamerikaspiele in Medellín stattfanden, mit 12,35 s auf Platz sieben über 100 Meter und schied mit 25,65 s in der Vorrunde über 200 Meter aus.
2012 belegte sie in 12,35 s den sechsten Platz über 100 Meter bei den U23-Südamerikameisterschaften in São Paulo und erreichte mit 5,51 m Rang sieben im Weitsprung. Im Jahr darauf schied sie mit 12,47 s bzw. 25,51 s über 100 und 200 Meter jeweils in der Vorrunde bei den Südamerikameisterschaften in Cartagena aus und wurde mit einem Sprung auf 6,13 m Achte im Weitsprung. Anschließend belegte sie in 12,24 s den achten Platz über 100 Meter bei den Juegos Bolivarianos in Trujillo und schied über 200 Meter mit 25,48 s im Vorlauf aus. Im Weitsprung siegte sie mit einer Weite von 6,32 m und in der 4-mal-100-Meter-Staffel erreichte sie nach 46,67 s Rang fünf. 2014 scheiterte sie bei den Ibero-Amerikanischen Meisterschaften in São Paulo mit 25,66 s in der ersten Runde über 200 Meter und belegte mit 6,04 m den fünften Platz im Weitsprung. Zudem wurde sie im Staffelbewerb disqualifiziert. Im Jahr darauf siegte sie mit windunterstützten 6,52 m bei den Südamerikameisterschaften in Lima und belegte in 46,71 s den fünften Platz im Staffelbewerb. Anschließend erreichte sie mit 6,35 m Rang zwölf im Weitsprung bei den Panamerikanischen Spielen in Toronto und nahm dann an den Weltmeisterschaften in Peking teil, bei denen sie aber mit 6,15 m den Finaleinzug verpasste. 2016 belegte sie dann mit 6,18 m den vierten Platz bei den Ibero-Amerikanischen Meisterschaften in Rio de Janeiro.
2017 belegte sie mit 6,31 m den fünften Platz bei den Südamerikameisterschaften in Luque und erreichte in 46,43 s Rang sechs in der 4-mal-100-Meter-Staffel. Anschließend gewann sie mit 6,25 m die Bronzemedaille bei den Juegos Bolivarianos in Santa Marta hinter de Panamaerin Natalie Aranda und Macarena Reyes aus Chile. Zudem wurde sie in 46,28 s Vierte mit der Staffel. Im Jahr darauf nahm sie an den Südamerikaspielen in Cochabamba teil und siegte dort mit Spiele- und Landesrekord von 6,66 m im Weitsprung, schied mit 11,76 s im Vorlauf über 100 Meter aus und gewann in 46,43 s gemeinsam mit Maitte Torres, Diana Bazalar und Kimberly Cardoza die Bronzemedaille im Staffelbewerb hinter den Teams aus Venezuela und Bolivien. Anschließend siegte sie in 46,76 s mit der Staffel bei den Ibero-Amerikanischen Meisterschaften in Trujillo und belegte mit 6,49 m den vierten Platz im Weitsprung. 2019 belegte sie mit 6,16 m den sechsten Platz bei den Südamerikameisterschaften in Lima und erreichte nach 46,60 s Rang fünf mit der Staffel. Anschließend wurde sie bei den Panamerikanischen Spielen ebendort mit 6,30 m Neunte im Weitsprung und konnte ihr Rennen mit der Staffel nicht beenden. 2021 wurde sie bei den Südamerikameisterschaften in Guayaquil mit 6,32 m Fünfte und 2024 belegte sie bei den Hallensüdamerikameisterschaften in Cochabamba mit 5,91 m den sechsten Platz. Im Mai gelangte sie bei den Ibero-Amerikanischen Meisterschaften in Cuiabá mit 5,89 m auf den achten Platz.
In den Jahren 2010, 2011, 2013 und 2018 wurde Mautino peruanische Meisterin im 100-Meter-Lauf sowie 2013 auch über 200 Meter. Zudem siegte sie 2013 und 2020 sowie 2021, 2023 und 2024 im Weitsprung.

## Persönliche Bestleistungen
- 100 Meter: 11,76 s (−1,5 m/s), 6. Juni 2018 in Cochabamba
  - 60 Meter (Halle): 7,96 s, 16. Februar 2010 in Santiago de Chile
- 200 Meter: 25,21 s (0,0 m/s), 30. Mai 2010 in Cochabamba
- Weitsprung: 6,66 m (+1,5 m/s), 6. Juni 2018 in Cochabamba (peruanischer Rekord)